# تومي فلمنج
تومي فلمنج (بالإنجليزية: Tommy Fleming)‏ (15 يناير 1890 في المملكة المتحدة - 19 مارس 1965 في الولايات المتحدة) هو مدرب كرة قدم ولاعب كرة قدم أمريكي في مركز جناح. لعب مع فول ريفر ماركسمين وبثلهام ستييل وPhiladelphia Field Club ‏ وBoston Soccer Club ‏ وBeith F.C. ‏ وFore River (soccer) ‏ وBethlehem Steel F.C. (1907–1930) ‏ ونادي غرينوك مورتون وPawtucket Rangers ‏.